# Hipòstrat (filòsof)
Hipòstrat  (en llatí Hippostratus, en grec antic Ἱππόστρατος) fou un filòsof pitagòric grec nadiu de Crotona a la Magna Grècia. Apareix a la llista de filòsof pitagòrics de Iàmblic (Vit. Pyth. 100.36.267).